# ロマノ・ルア＝ルア
トレゾール・ロマナ・ルアルア（Trésor Lomana LuaLua、1980年12月28日 - ）は、ザイール（現コンゴ民主共和国）・キンシャサ出身のサッカー選手。シャンルウルファスポル所属。ポジションはフォワード。
実弟のカゼンガ・ルアルアもサッカー選手。

## 代表歴
2002年にコンゴ民主共和国代表としてデビューすると2002年、2004年、2006年のアフリカネイションズカップに出場した。

## 個人成績

### 代表での成績
出典
| コンゴ民主共和国代表 | 国際Aマッチ | 国際Aマッチ |
| 年                   | 出場        | 得点        |
| -------------------- | ----------- | ----------- |
| 2002                 | 6           | 1           |
| 2003                 | 0           | 0           |
| 2004                 | 3           | 0           |
| 2005                 | 4           | 1           |
| 2006                 | 4           | 1           |
| 2007                 | 3           | 1           |
| 2008                 | 4           | 2           |
| 2009                 | 2           | 0           |
| 2010                 | 1           | 0           |
| 2011                 | 1           | 1           |
| 2012                 | 0           | 0           |
| 2013                 | 3           | 0           |
| 通算                 | 31          | 7           |

## タイトル
オリンピアコスFC
- ギリシャ・スーパーリーグ 2007-08
- ギリシャ・スーパーカップ 2007-08
- キペロ・エラーダス 2007-08

アル・アラビSC
- シェイク・ジャシムカップ 2010

オモニア・ニコシア
- キプロス・カップ 2011